# Electronică
Electronica reprezintă o disciplină din domeniul fizicii aplicate, care se ocupă cu studiul dispozitivelor electronice și al circuitelor care includ aceste elemente (circuite electronice), folosite în procese de comandă, reglare, măsurare, ingineria, tehnologia și aplicațiile care se ocupă cu emisia, fluxul și controlul electronilor în vid și materie. Identificarea electronului în 1897, împreună cu inventarea tubului electronic, care ar putea amplifica și redresa semnalele electrice mici, a inaugurat domeniul electronicii și epocii electronilor.
Conform unei alte definiții, electronica este o ramură tehnică bazată pe proprietățile, comportarea și controlul electronilor. Este considerată o parte a electrotehnicii, tehnicile electronice aplicându-se în cele mai diverse domenii de activitate, cum sunt: industria, comunicațiile, apărarea militară, medicină (bioelectronică), etc. Echipamentul electronic se folosește în sisteme electrice industriale de comandă, control, măsură și la centralele electrice. Practic vorbind în viața modernă, electronica este omniprezentă.

## Istoria componentelor electronice
Tuburile electronice (supapele termonice) au fost printre primele componente electronice. Ele erau aproape exclusiv responsabile pentru revoluția electronică din prima jumătate a secolului al XX-lea. Acestea au permis sisteme mult mai complicate și ne-au dat radio, televiziune, fonografi, radare, telefonie pe distanțe lungi și multe altele. Aceștia au jucat un rol de lider în domeniul microundelor și al transmisiilor de mare putere, precum și al receptoarelor de televiziune până la mijlocul anilor 1980.

### Lămpi (tuburi) electronice
Istoria electronicii pornește de la descoperirea lui Edison în 1883, care a observat că în anumite condiții curentul electric ar trece prin vid. A experimentat acest lucru folosind o lampă electrică vidată (bec), în care a introdus un electrod de metal (o placă metalică). Dacă electrodul devenea electric pozitiv față de filamentul lămpii, apărea un curent electric ce străbătea spațiul vid dintre filament și electrod.

Diodă (tub electronic)

Această eliberare a electronilor dintr-un material sub acțiunea căldurii, se numește "emisie termoelectrică". În condiții de vid, electronii eliberați de filamentul încălzit și care nu pot fi captați de mediu, formează un "nor" numit "sarcină spațială". Acest "nor" trebuie să fie cât mai dens; în acest scop se folosesc metale bogate în electroni liberi, cum ar fi nichelul oxidat. Experiența a arătat că nu este nevoie ca filamentul să fie și emitor de electroni liberi și că poate exista o placă numită "catod" care poate fi încălzită de acesta. Captarea lor va fi făcută de o altă placă, cu polaritate electrică pozitivă, numită "anod". Acest tip de lampă se numește "diodă". Ulterior, au apărut și lămpi mai complexe, în funcție de cerințe: triode, pentode și altele.
A urmat apoi inventarea "tuburilor electronice", sufletul electronicii; ele au dăinuit o "eternitate" de circa 50 de ani.

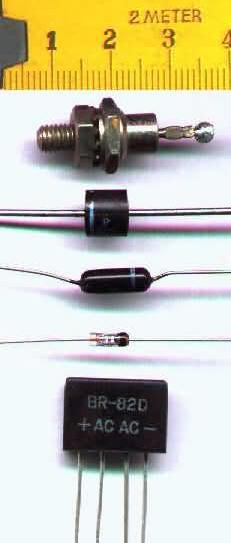
Punte redresoare şi diode semiconductoare

Inventarea tuburilor electronice a făcut să se dezvolte o nouă industrie, "industria electronică". Datorită ei, filmul a început să "vorbească", radioul să aducă ultimele știri în casă, oamenii să comunice la distanță, doctorul să vadă în interiorul pacientului, imaginile să fie transmise la distanță cu ajutorul telefaxului și al televiziunii, a apărut calculatorul și multe alte aparate și dispozitive industriale.

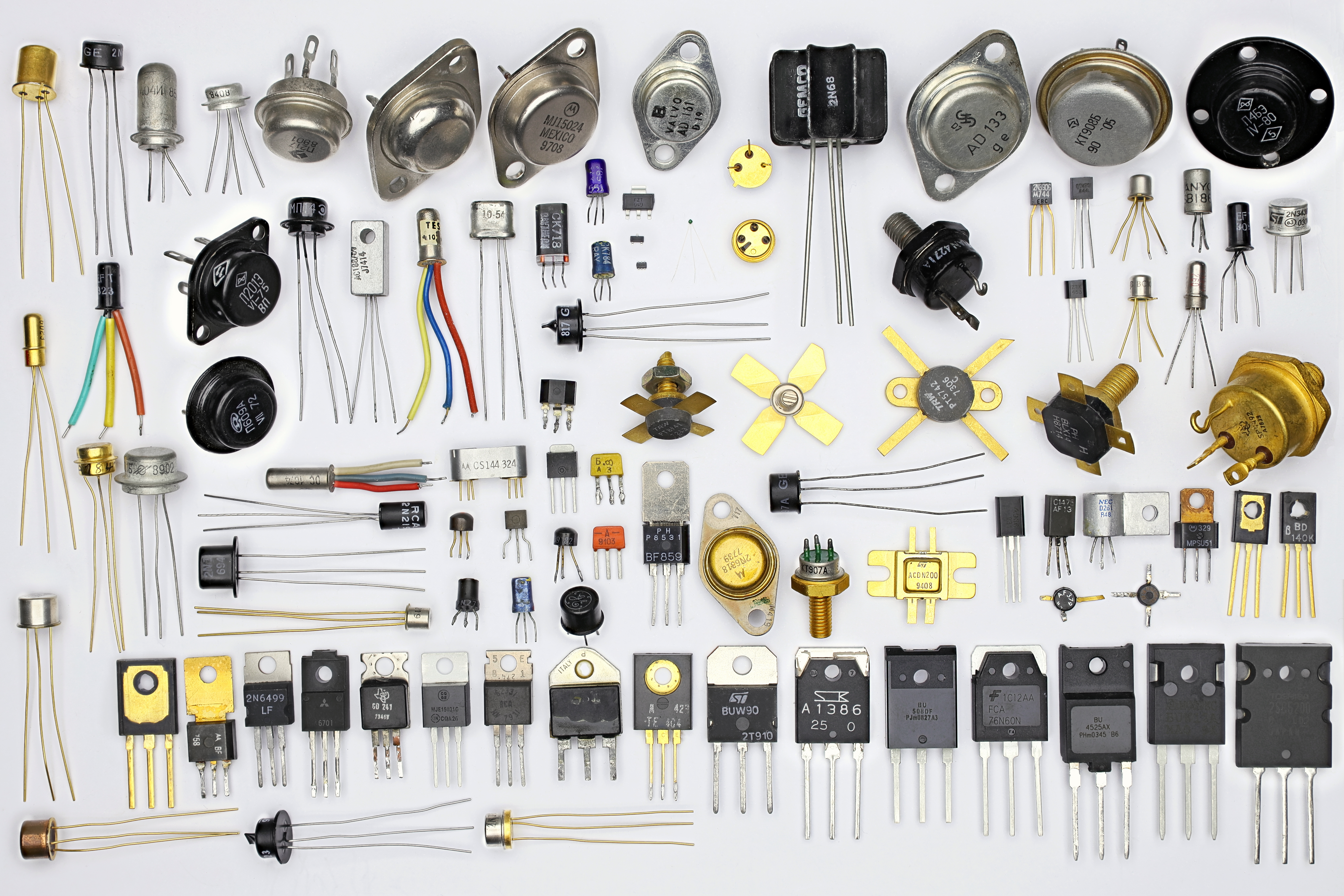
Tranzistoare

### Semiconductoare
Ulterior, tuburile electronice au fost "detronate" de semiconductoare: (diode și tranzistoare) care, datorită mărimii constructive reduse, au micșorat și ușurat toate produsele: radiouri, televizoare, instalații de sunet, computere, aparatură medicală și multe altele.

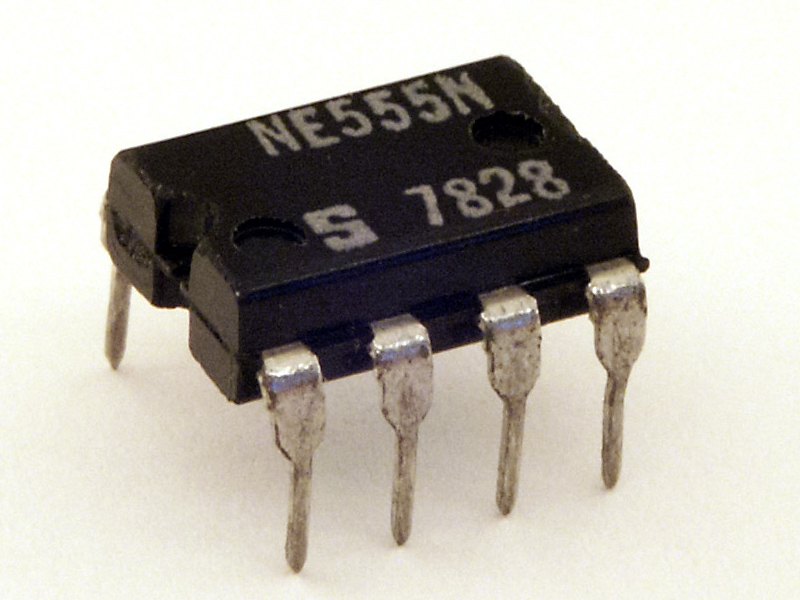
Circuit integrat

Dar și semiconductoarele discrete (tranzistoare) au început să piardă teren în fața urmașilor lor, "circuitele integrate". Apariția acestora a dus la ceea ce se numește "microelectronică". Toate aparatele electrice se miniaturizează din ce în ce mai mult, necesită un consum electric mult mai mic și sunt foarte ușor de transportat și manevrat.
Comparând primul calculator cu tuburi electronice (de tip miniatură - circa 3,5 cm înălțime și 1,2 cm diametru), care ocupa o clădire destul de mare, cu calculatorul personal actual, drumul nu a fost atât de lung, cât plin de surprize tehnologice rapide în domeniul electronicii. Noile descoperiri s-au succedat așa de repede, încât de multe ori, după nici un an de la apariția unei noi descoperiri pe piață, aceasta devenea învechită (perimată moral). Iar progresul continuă...

## Aplicații
- Cibernetică
- Informatică
- Radio
- Televiziune
- Telecomunicații